# Tepaea Cook-Savage
Tepaea Cook-Savage (8 de fevereiro de 2001) é um jogador de rugby neozelandês, que joga na posição de back.

## Carreira
Ele estudou na St Paul's Collegiate School em Hamilton, Nova Zelândia, e foi capitão do primeiro time de rugby XV em 2019. Naquele ano, ele também jogou pelo time das Escolas Bárbaras da Nova Zelândia.
Te Paea Cook-Savage joga pelo Waikato e atuou como lateral. Em 2021, ele foi o maior artilheiro do Waikato e posteriormente foi convocado para a seleção neozelandesa sub-20.
Ele foi convocado para a seleção nacional de rugby sevens da Nova Zelândia pela primeira vez em dezembro de 2022. No mês seguinte, ele assinou um contrato de dois anos com o time Sevens da Nova Zelândia. Ele foi um membro da equipe Sevens da Nova Zelândia que ganhou o título Sevens de Hong Kong em abril de 2024.